# Liste der Friedhöfe in Sindelfingen
Die Liste der Friedhöfe in Sindelfingen ist eine Aufstellung aller sich im Jahre 2020 in Betrieb befindlicher Friedhöfe in Sindelfingen (Baden-Württemberg).

## Aufstellung

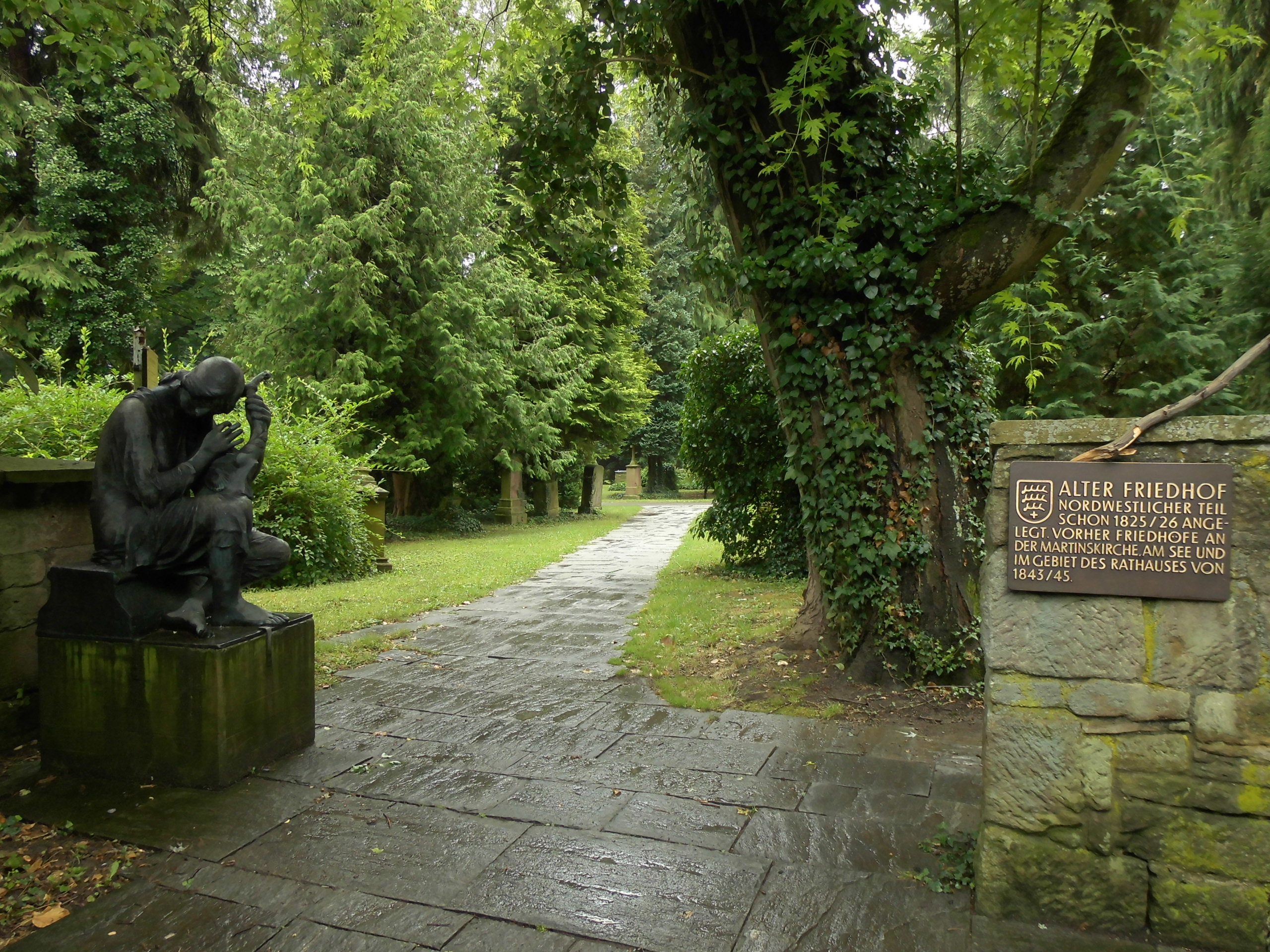
Alter Friedhof Sindelfingen

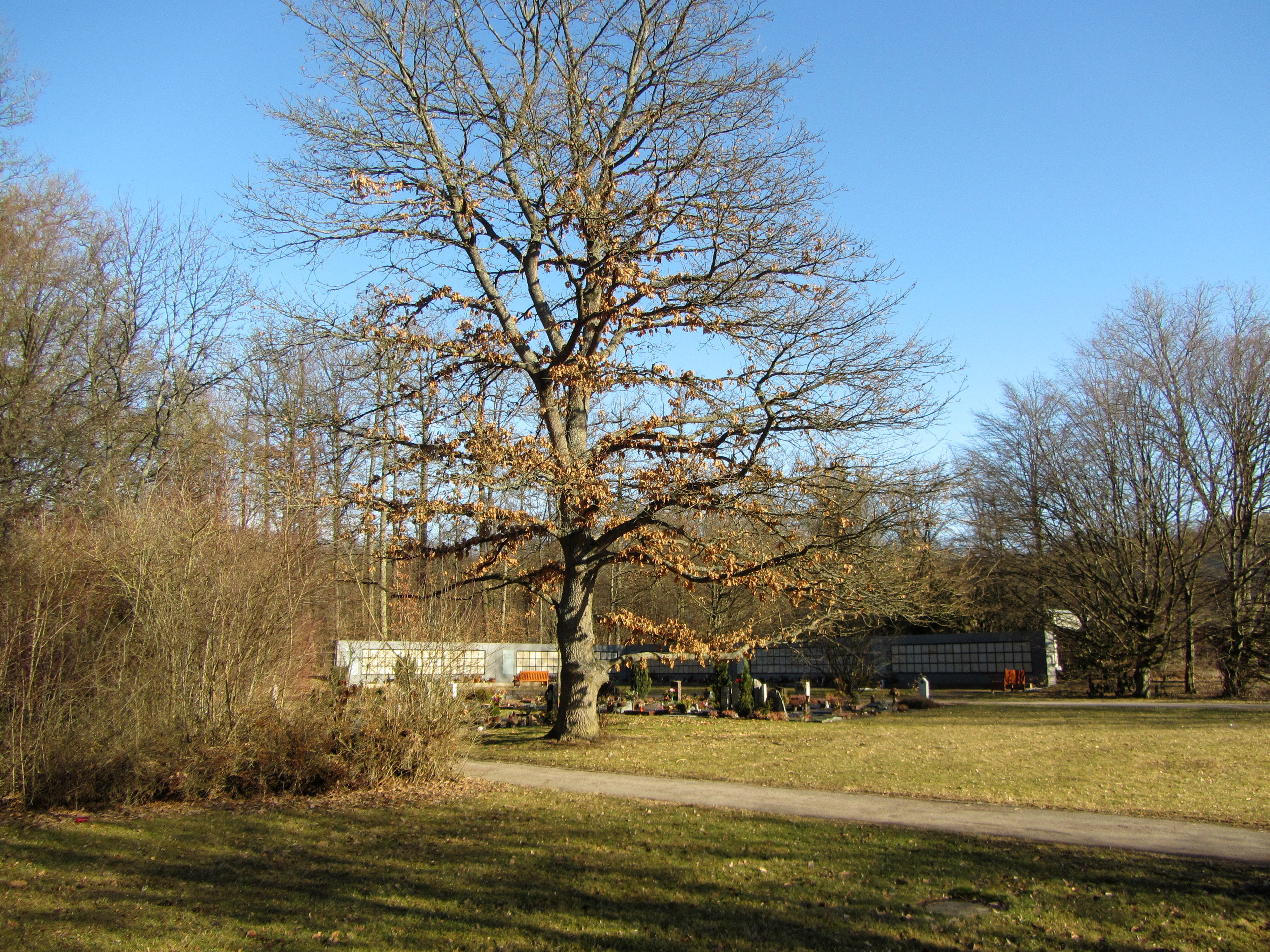
Waldfriedhof Maichingen

Auf dem Stadtgebiet von Sindelfingen bestanden im Jahre 2020 sechs von der Stadt verwaltete Friedhöfe. Während die alten Friedhöfe jeweils in zentraler Lage in Ortsmitte liegen, sind die neuen Friedhöfe jeweils am  Rand des Siedlungsgebiets.
Die Nutzungsordnung vom 13. November 2009 bestimmt für Reihengräber eine Nutzungs- und Ruhezeit von 25 Jahren. Für Wahlgräber beträgt die Nutzungszeit 30 Jahre und die Ruhezeit nach der Belegung 25 Jahre. Nicht erwünscht sind handwerklich unbehandelte Grabmale, Steine in Feinschliffpolitur und unbehandelte Findlinge. Moslemische Gräber auf dem Burghaldenfriedhof unterliegen besonderen Gestaltungsvorgaben hinsichtlich der Himmelsrichtung der Grabes und der Erstellung eines zweiten Grabmals.
| Bezeichnung                 | Inbetriebnahme | Größe in ha | Beisetzungen insgesamt | Beisetzungen pro Jahr | Besonderheiten                                                                            | Zugänge                                                   |
| --------------------------- | -------------- | ----------- | ---------------------- | --------------------- | ----------------------------------------------------------------------------------------- | --------------------------------------------------------- |
| Burghaldenfriedhof          | 1952           | 11          | 13.000                 | 300 (2011)            | Kindergräber, Grabstätten für Muslime, anonyme Urnenreihengräber                          | Hermann-Löns-Straße, Burghaldenstraße, Hohenzollernstraße |
| Alter Friedhof Sindelfingen | 1600           | 2           | k. A.                  | k. A.                 | Wenig bestehende Grabrechte, keine Tore, entwickelt sich langfristig zu einer Grünanlage. | Vaihinger Straße, Bleichmühlestraße, Böblinger Straße     |
| Waldfriedhof Maichingen     | 1973           | 7           | 3.000                  | 104 (2005)            | Kindergräber, anonyme Urnenreihengräber, Urnenwand                                        | Stuttgarter Straße, Waldäckerweg                          |
| Alter Friedhof Maichingen   | ca. 900        |             | k. A.                  | k. A.                 | Wenig bestehende Grabrechte                                                               | Laurentiusstraße, Sindelfinger Straße                     |
| Neuer Friedhof Darmsheim    | 1978           | 2           | 600                    | 25 (2011)             |                                                                                           | Olgastraße                                                |
| Alter Friedhof Darmsheim    | 1839           | 0,27        | k. A.                  | k. A.                 | Wenig bestehende Grabrechte                                                               | Dagersheimer Straße                                       |

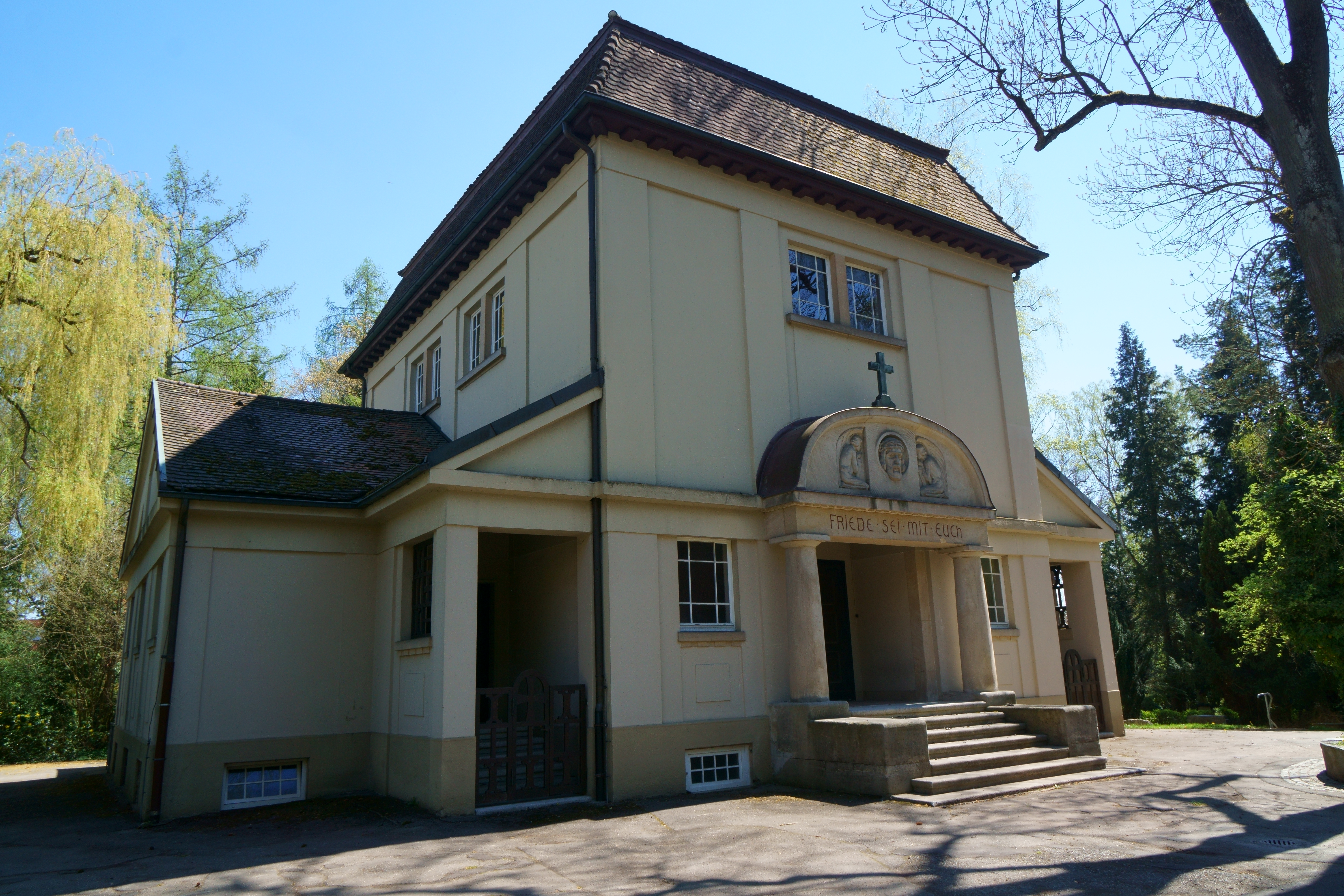
Alter Friedhof Sindelfingen, Friedhofskapelle von 1911
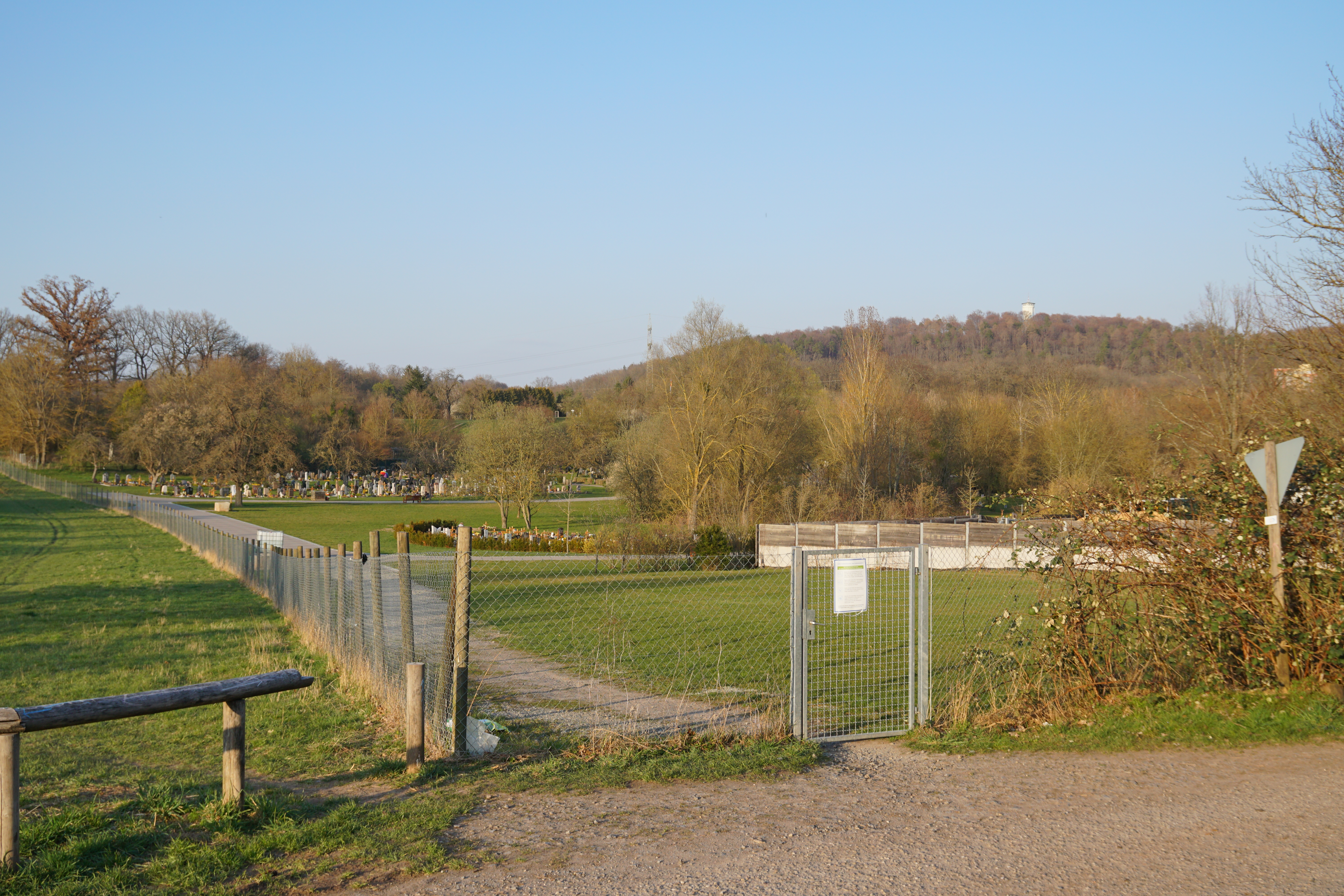
Burghaldenfriedhof
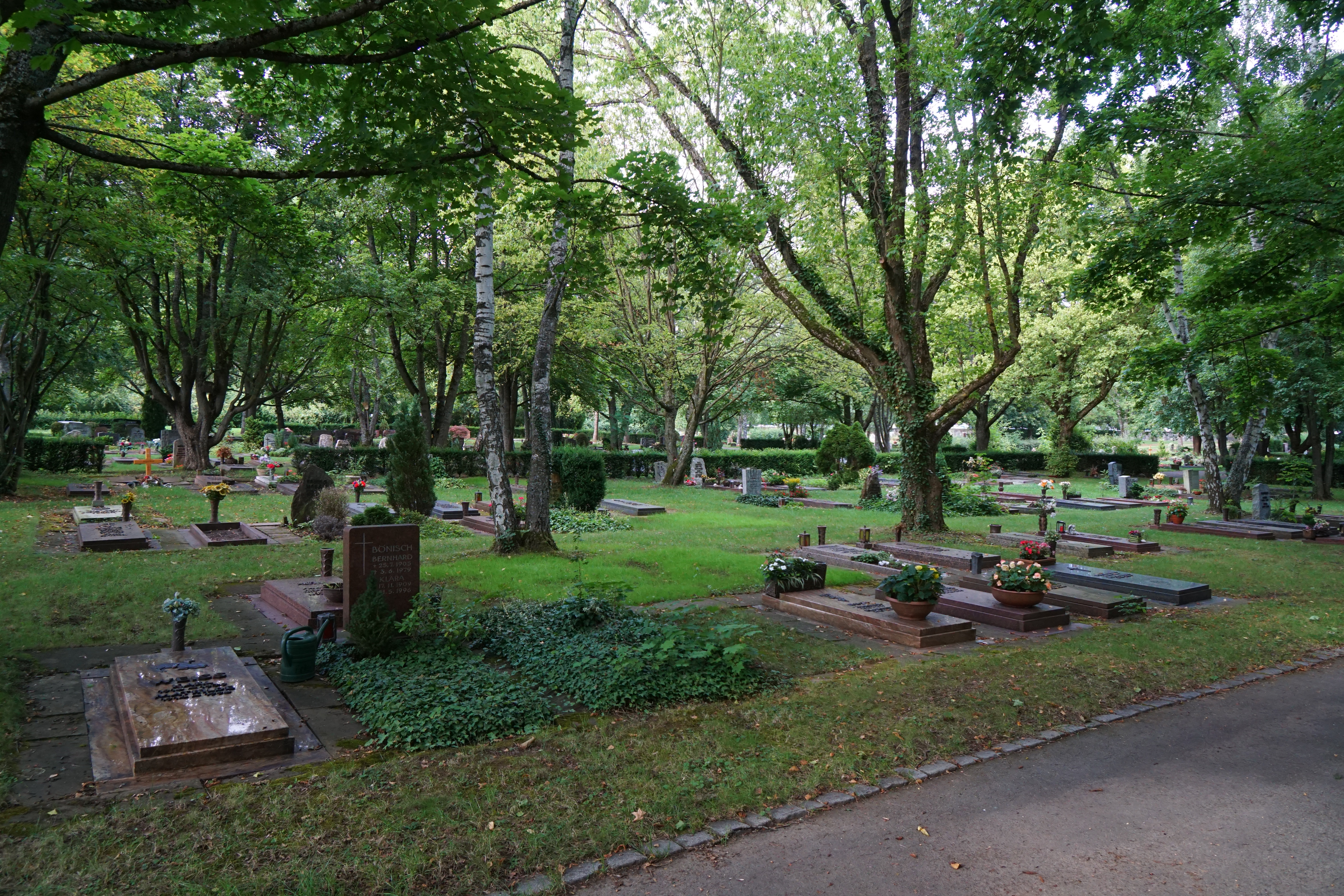
Burghaldenfriedhof
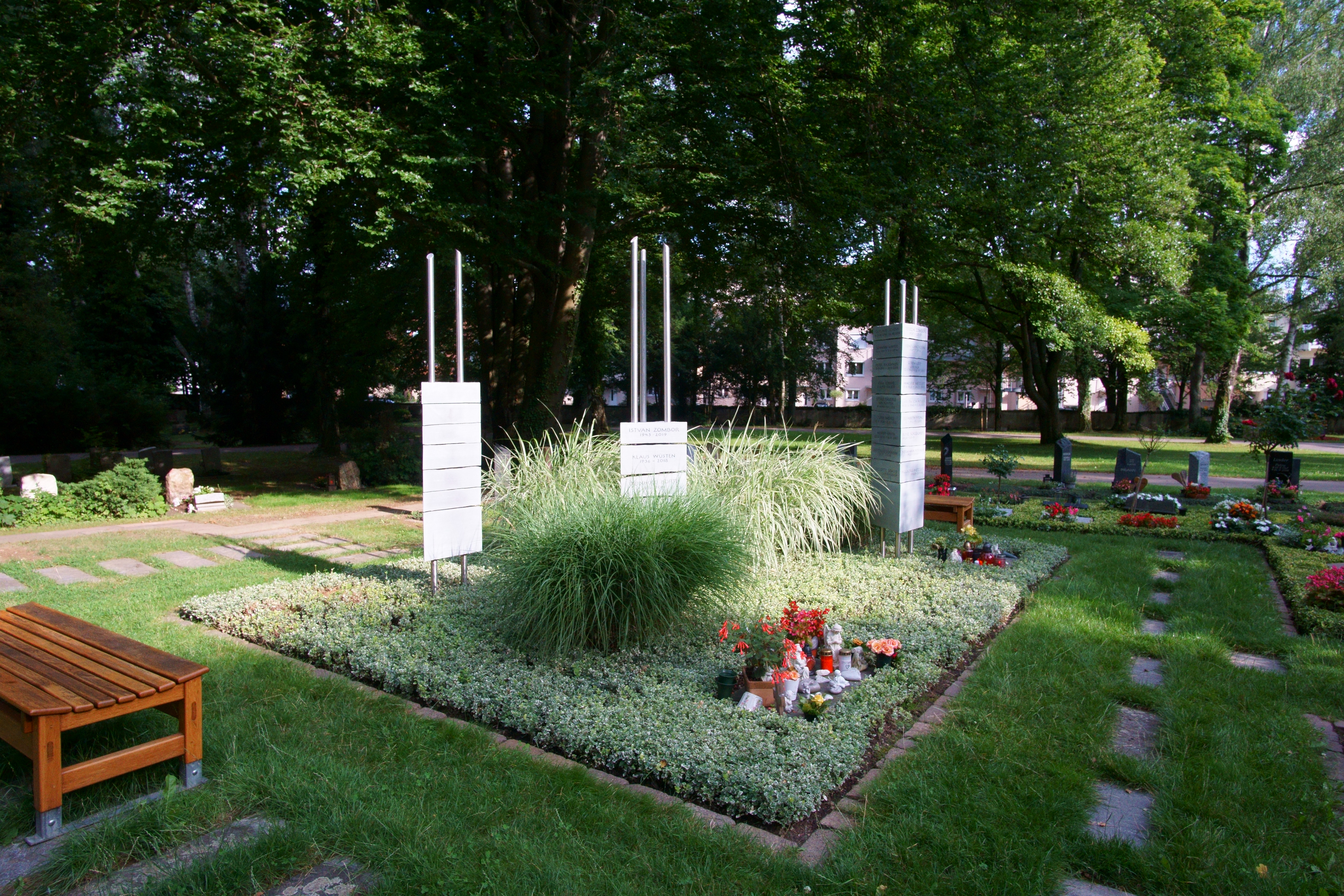
Burghaldenfriedhof
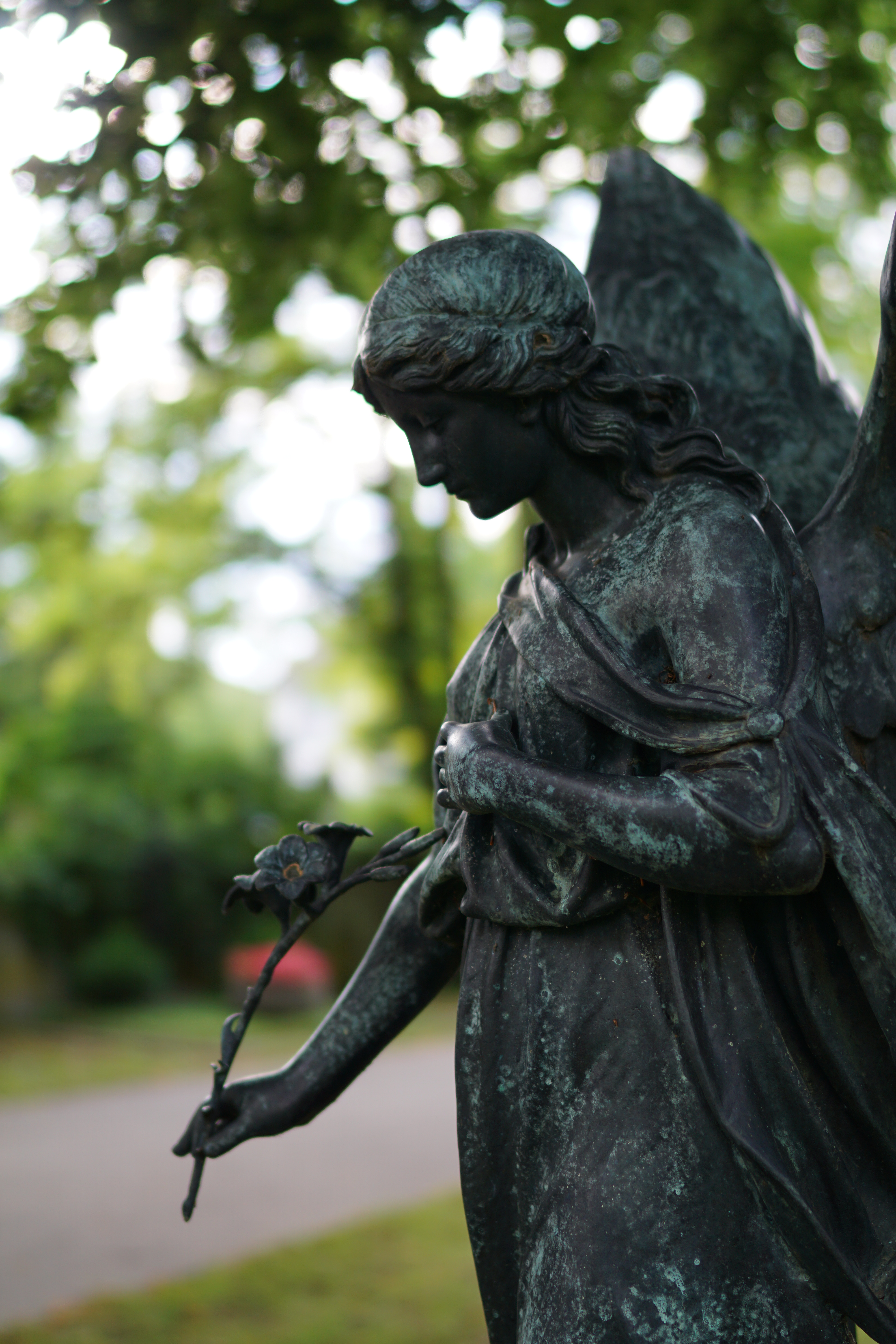
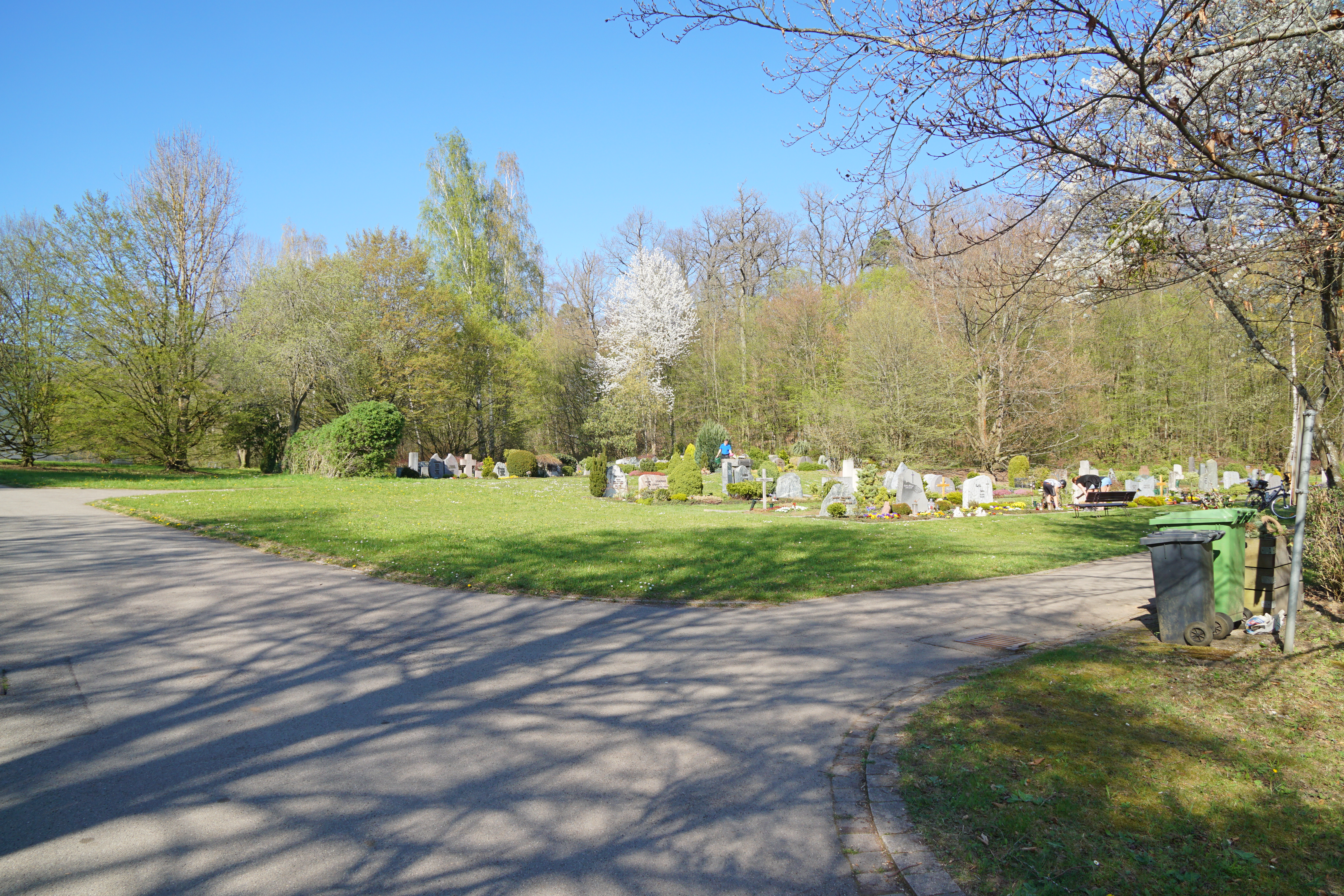
Waldfriedhof Maichingen
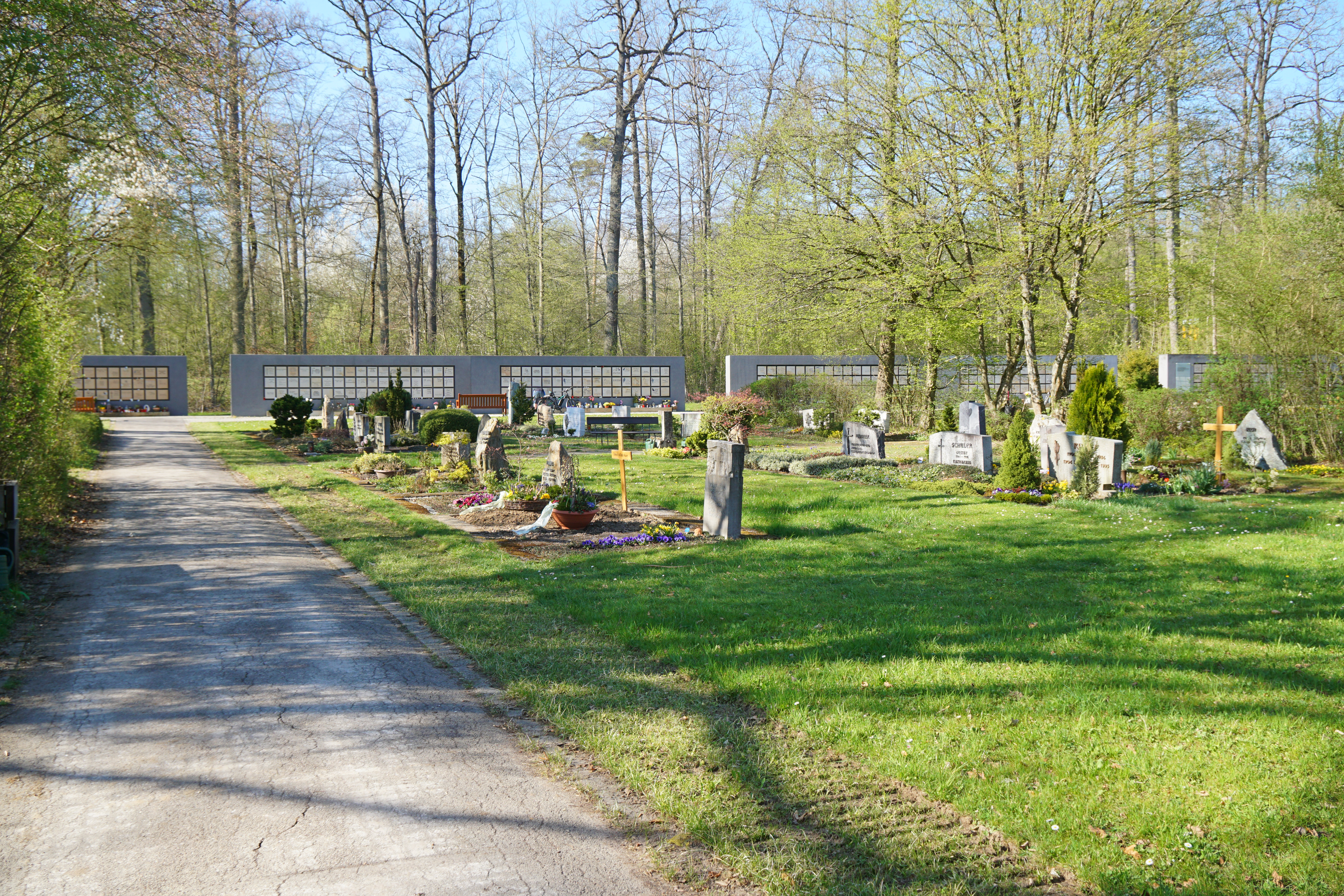
Waldfriedhof Maichingen

Im Wesentlichen fanden seit dem Zweiten Weltkrieg die meisten Bestattungen im Waldfriedhof Maichingen und dem Burghaldenfriedhof statt. Einmalige Kosten und Gebühren waren im Jahre 2011:
- Einzelkaufgrab 2.300 €
- Doppelkaufgrab 4.600 €
- Doppelkaufgrab bes. Abteilung 9.000 €
- Einzelkaufgrab an der Natursteinmauer 2.600 €
- Doppelkaufgrab an der Natursteinmauer 5.200 €
- Urnenkaufgrab (bis zu 5 Urnen) 1.600 €
- Urnennische (2 Urnen) 1.600 €
- Urnengrab mit gärtnerischer Gesamtgestaltung 2.900 €